# Bedřich Hrozný
Bedřich Hrozný (Lysá nad Labem (Lissa an der Elbe), 1879. május 6. – Prága, 1952. december 12.) cseh nyelvész, orientalista, régész, a hettita írás megfejtője, a hettitológia úttörője. A Károly Egyetem egykori rektora.

## Élete
Evangélikus lelkész fiaként látta meg a napvilágot. Előbb Prágában, majd Kolínban járt gimnáziumba. Már ekkor megismerte a héber és az arab nyelv alapjait. Felsőiskolai tanulmányait a Bécsi Egyetem teológia karán kezdte, majd a bölcsész karon folytatta. Ott elsősorban nyelveket tanult, valamint a közel-keleti ékírást kutatta. Ezek után orientalisztikát végzett még a Berlini Egyetemen.
1904-ben Ernst Sellin professzorral együtt Törökországba, Szíriába, Palesztinába és Egyiptomba utazott, ahol az ékírásos szövegek fordításában vett részt. Visszatérte után a Bécsi Egyetem könyvtárában dolgozott. Az 1906-ban Kis-Ázsiában felfedezett hettita királyi levéltár, melynek nyelve akkoriban még ismeretlen volt a kutatók előtt, tábláit az első világháború alatt megfejtette és nyelvét az indoeurópai nyelvcsaládba sorolta.
Csehszlovákia létrejötte után a Prágai Egyetem professzora lett. 1924-ben cseh expedíciót vezetett a Közel-Keletre, ahol több lelőhelyen is ásatásokat végzett. 1925-ben Kültepén körülbelül ezer ékírásos agyagtáblát talált, melyek asszír kereskedők dokumentumainak bizonyultak. Hogy a környező területen is ásathasson, meg kellett vásárolnia a területet, melynek tulajdonjogát a csehszlovák államra ruházta. Ezen a területen találták meg Kanis városát, azonban még abban az évben haza kellett térnie.
1929-ben létrehozta az Orientalista levéltárat. Európa számos egyetemén adott elő. 1939-ben lehetősége volt emigrálni, ezt azonban visszautasította, ekkor lett a Károly Egyetem rektora. 1940-ben iskolaügyi miniszternek jelölték, azonban ezt nem fogadta el. 1952-ben lett az új Csehszlovák Akadémia tagja. A Lysá nad Labem-i temetőben nyugszik, maradványait újratemették.

## Válogatás műveiből
- Sumerisch-babylonische Mythen von dem Gotte Ninrag (Ninib). Wolf Peiser, Berlin, 1903
- Obilí ve staré Babylónií. Hölder in Komm., Wien, 1913
- Die Lösung des hethitischen Problems, In: Mitteilungen der Deutschen Orient-Gesellschaft 56, 1915, 17-50.
- Die Sprache der Hethiter, ihr Bau und ihre Zugehörigkeit zum indogermanischen Sprachstamm. J.C. Hinrichs, Leipzig, 1917, TU Dresden, Dresden, 2002 (Neudr.). ISBN 3-86005-319-1
- Hethitische Keilschrifttexte aus Boghazköi, in Umschrift, mit Übersetzung und Kommentar. Hinrichs, Leipzig, 1919
- Über die Völker und Sprachen des alten Chatti-Landes. Hethitische Könige. Hinrichs, Leipzig, 1920
- Keilschrifttexte aus Boghazköi. Bd 5/6. Autographien. Hinrichs, Leipzig, 1921, Zeller, Osnabrück, 1970 (Neudr.)
- Les inscriptions hittites hiéroglyphiques: essai de déchiffrement; suivi d'une grammaire hittite hiéroglyphique en paradigmes et d'une liste d'hiéroglyphes. Orientální Ústav, Praha, 1933
- Über die älteste Völkerwanderung und über das Problem der proto-indischen Zivilisation: Ein Versuch, die proto-indischen Inschriften von Mohendscho-Daro zu entziffern. Prag, 1939
- Die älteste Geschichte Vorderasiens und Indiens. Melantrich, Prag, 1940, 1941, 1943
- Inscriptions cunéiformes du Kultépé. Bd 1. Prag, 1952
- Ancient history of Western Asia, India and Crete. New York, 1953

## Elismerései és emléke
- 1947 Állami kitüntetés
- Muzeum Bedřicha Hrozného, Lysá nad Labem (1951-től)